# Calonectria
Calonectria De Not. – rodzaj grzybów z rodziny gruzełkowatych (Nectriaceae). Grzyby mikroskopijne.

## Charakterystyka
Gatunki w obrębie tego rodzaju były wcześniej znane jako Cylindrocladium przez wiele lat. Jednak Rossman i in. opowiadali się za używaniem nazwy Calonectria zamiast Cylindrocladium. Większość izolatów wyróżniono na podstawie cech morfologicznych, takich jak wymiary makrokonidiów, przegrody i kształt pęcherzyków, które są głównie wiarygodnymi cechami do identyfikacji gatunków Calonectria. W przypadku identyfikacji teleomorf za ważne uznano również liczbę askospor, przegrody i wymiary. Teleomorfy Calonectria charakteryzują się askokarpami o kolorze od żółtego do ciemnoczerwonego i łuskowatymi lub brodawkowatych ścianami. Ponadto posiadają maczugowate worki z 4–8 zarodnikami. Anamorfy mają rozgałęzione konidiofory, cylindryczne konidia z przegrodami oraz wydłużony trzonek z pęcherzykami końcowymi.
Są to grzyby pasożytnicze będące nekrotrofami. Infekują liczne gatunki roślin należących do ponad 100 rodzin. Rozprzestrzeniają się głównie w glebie w uprawach leśnych, rolniczych i ogrodniczych. Najczęściej powodują plamistość liści i zgniliznę korzeni, rzadziej gnicie owoców.

## Systematyka i nazewnictwo
Pozycja w klasyfikacji według Index Fungorum: Nectriaceae, Hypocreales, Hypocreomycetidae, Sordariomycetes, Pezizomycotina, Ascomycota, Fungi.
Synonimy: Acontiopsis Negru, Candelospora Rea & Hawley, Cylindrocladium Morgan, Tetracytum Vanderw.
Gatunki występujące w Polsce:
- Calonectria pyrochroa (Desm.) Sacc. 1878

Nazwy naukowe na podstawie Index Fungorum. Występowanie w Polsce podaje J. Marcinkowska.